# Senna aphylla
La pichanilla,  Senna aphylla, es una especie de planta leguminosa, nativa de Argentina.

## Descripción

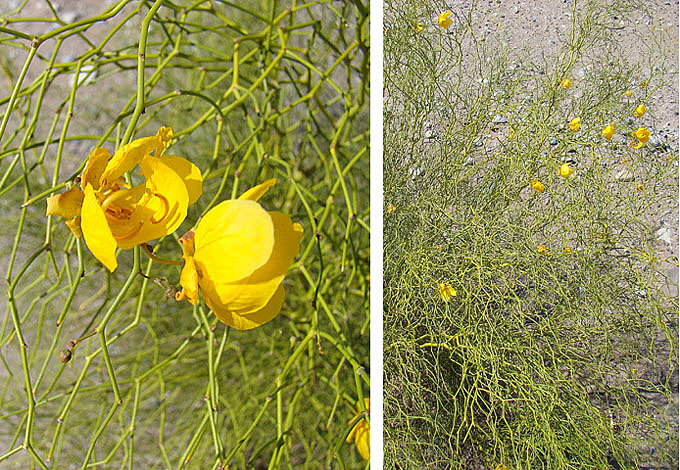
Vista de la planta

Es un arbusto inerme, que alcanza 3-16 dm de altura,  muy ramificado, con sus extremos algo péndulos, glabro, áfilo. Hojas nulas excepto unas pocas 1-2-jugas formadas postcotiledones, en ramas adultas: son escamitas aisladas, triangulares, menores a 1 mm de largo; ramitas de 1-3 años, verdes (fotosintetizan), flexuosos, glabras, de 0,5– 3 mm de diámetro, entrenudos de 5 a 25 mm de largo; racimos breves, corimbosos, paucifloros en el ápice, pedicelos de 4– 12 mm de largo, con alabastros florales globosos. Flores muy vistosas (pero olor desagradable a orina de perro), anaranjadas, sépalos ovalados, pétalos obovales, unguiculados de 1 cm de largo; estambres trimorfos. Florece de septiembre a abril. El criterio para diferenciarla de Senna pachyrrhiza var. pachyrrhiza y Senna pachyrrhiza var. pendula es la presencia de "pelos" en cáliz, pedícelo y/o pedúnculo.
Ovario linear o curvo; vaina linear, comprimida, glabra, recta o arqueada, marginada, de 3– 11 cm x 0,3- 0,5 cm, dehiscente, con subdivisiones membranosas; fruto legumbre recta o levemente arqueada. Fructifica de diciembre a abril. Semillas numerosas en posición suboblicua, grisáceas, romboidales,  comprimidas, de 3– 5 mm de largo. 

## Ecología
Especie distribuida en Catamarca, La Rioja, San Luis, Mendoza, San Juan, Córdoba y probablemente en el extremo suroeste de Santiago del Estero y la parte sur del monte de Tucumán, integrante característica de la Provincia fitogeográfica del Monte y el Chaco árido. 
Usos: leña, forraje, escobas rústicas, cubiertas rurales. Se puede hacer pan con su harina proteíca. (enlace roto disponible en Internet Archive; véase el historial, la primera versión y la última).

## Taxonomía
Senna aphylla fue descrita por (Cav.) H.S.Irwin & Barneby y publicado en Memoirs of The New York Botanical Garden 35: 570. 1982.
Sinonimia
- Cassia aphylla Cav.
- Cassia aphylla var. divaricata Hieron.
- Cassia aphylla subsp. divaricata (Hieron.) Bravo
- Cassia aphylla var. virgata Burkart
- Senna aphylla subsp. divaricata (Hieron.) Bravo[4]

## Nombres comunes
- Pichanillo, pichanilla, monte de la perdiz, cabello de indio, pichana de campo,  retamilla,  escoba dura.